# Changzhou-Schule
Die Changzhou-Schule (chinesisch 常州學派 / 常州学派, Pinyin Chángzhōu xuépài, W.-G. Ch’ang-chou hsüeh-p’ai) war eine der berühmten Schulen der Zeit der Qing-Dynastie im Studium der konfuzianischen Klassiker. Sie wurde so benannt, weil ihre führenden Mitglieder Zhuang Cunyu (莊存與, 1719–1788), Zhuang Shuzu (莊述祖, 1750–1816), Liu Fenglu (劉逢祿, 1776–1829) und Song Xiangfeng (宋翔鳳, 1779–1860) aus Changzhou (heute Provinz Jiangsu) stammten. Als eine der Neutextschulen war sie berühmt für das Studium von Gongyangs Kommentar zu den Frühlings- und Herbstannalen (Gongyang zhuan) und trat für das Studium der tieferen Bedeutung aus den subtilen Worten der konfuzianischen Klassiker ein. Sie übte großen Einfluss auf Kang Youwei (1858–1927) in der Reform der späten Jahre der Qing-Dynastie aus.